# Quentin Tarantino
Quentin Jerome Tarantino (/ˌtærənˈtiːnoʊ/; sinh ngày 27 tháng 3 năm 1963) là nhà làm phim và nam diễn viên người Mỹ. Các tác phẩm điện ảnh của ông nổi bật bởi cốt truyện phi tuyến tính, miêu tả nét thẩm mỹ trong yếu tố bạo lực, những phân cảnh đối thoại mở rộng, dàn diễn viên hùng hậu, những mối liên hệ đến văn hóa đại chúng và hàng loạt bộ phim khác, soundtrack chủ yếu chứa các ca khúc và bản nhạc nền từ thập niên 1960 đến thập niên 1980, lịch sử thay thế và mang màu sắc phim đen mới.

## Sự nghiệp
Quentin khởi nghiệp là một nhà làm phim độc lập và cho ra mắt Reservoir Dogs vào năm 1992; tác phẩm được hỗ trợ kinh phí nhờ tiền bán kịch bản phim True Romance của ông. Tạp chí Empire từng ví Reservoir Dogs là "bộ phim độc lập xuất sắc nhất mọi thời đại". Tác phẩm thứ hai của ông thuộc thể loại hài hình sự có tựa Pulp Fiction (1994) gặt hái thành công lớn từ cả giới phê bình lẫn khán giả. Đây được xem là bộ phim xuất sắc và có tầm ảnh hưởng lớn nhất trong sự nghiệp của vị đạo diễn có biệt danh "quái kiệt" này. Tarantino còn bày tỏ sự tri ân đến dòng phim blaxploitation của thập niên 1970 với Jackie Brown (1997) – bản chuyển thể từ cuốn tiểu thuyết Rum Punch của Elmore Leonard.
6 năm sau, loạt phim Kill Bill của Tarantino với đề tài "trả thù" theo lối cường điệu hóa những truyền thống điện ảnh như phim kung fu, võ thuật Nhật Bản và cao bồi Ý ra rạp và được chia làm hai phần: Volume 1 (2003) và Volume 2 (2004). Sau đó, Tarantino chỉ đạo tác phẩm thương mại thuộc thể loại chặt chém Death Proof vào năm 2007, nằm trong dự án phim đôi với Robert Rodriguez; phim chiếu rạp theo kiểu truyền thống grindhouse của thập niên 1970, với tựa của bộ phim đôi là Grindhouse. Dự án ấp ủ từ lâu của ông, Inglourious Basterds, xoay quanh một lịch sử thay thế của Đức Quốc Xã công chiếu vào năm 2009 và nhận được vô vàn lời khen ngợi từ giới phê bình. Tarantino tiếp tục nhận về cơn mưa lời khen với tác phẩm Hành trình Django (2012), một bộ phim đề tài Viễn Tây lấy bối cảnh tại miền Nam Antebellum. Bộ phim thứ 8 của ông, mang tựa đề The Hateful Eight (2015) được phát hành theo dạng quảng bá bằng định dạng phim 70 mm cùng việc phát "nhạc dạo đầu" và ngắt quãng giữa chừng, tuy nhiên tác phẩm nhận về nhiều ý kiến trái chiều. Tác phẩm thứ 9 và cũng là mới nhất của Tarantino, Chuyện ngày xưa ở... Hollywood là một bản lịch sử thay thế vụ ám sát Tate – LaBianca, ra mắt vào năm 2019.
Những tác phẩm điện ảnh của Quentin Tarantino được cả giới phê bình lẫn khán giả đón nhận tích cực cũng như trở thành một tiểu văn hóa. Ông là chủ nhân của nhiều giải thưởng danh giá trong ngành công nghiệp, như 2 tượng vàng Oscar, 2 giải BAFTA, 4 Quả cầu Vàng và Cành cọ Vàng, đồng thời sở hữu một đề cử Emmy và 5 đề cử Grammy. Năm 2005, ông nằm trong danh sách thường niên Time 100 nhằm tôn vinh những nhân vật có tầm ảnh hưởng lớn nhất thế giới. Nhà làm phim kiêm sử học điện ảnh Peter Bogdanovich còn tặng cho ông danh hiệu "đạo diễn giàu ảnh hưởng nhất thế hệ của mình".
Tháng 12 năm 2015, Tarantino nhận được một ngôi sao trên Đại lộ Danh vọng Hollywood nhờ những cống hiến của mình cho ngành công nghiệp điện ảnh. Năm 2018, ông kết hôn với người mẫu kiêm nữ diễn viên người Israel Daniella Pick và có chung với nhau một cậu con trai tên Leo, chào đời vào tháng 2 năm 2020.

## Hợp tác
Tarantino đã xây dựng một "vũ trụ nghệ thuật" không chính thức của riêng ông, trong đó bao gồm các diễn viên đã từng xuất hiện trong các bộ phim của vị đạo diễn này. Đáng chú ý nhất trong số đó là Samuel L. Jackson, người đã xuất hiện trong bốn bộ phim do Tarantino đạo diễn, và bộ phim thứ năm do Tarantino viết kịch bản là True Romance. Những cộng sự lâu năm khác của ông bao gồm Uma Thurman, người đã góp mặt trong ba bộ phim, và cũng là người mà Tarantino mô tả là "nàng thơ" (muse) của ông; Zoë Bell, người đã thực hiện các pha hành động - đóng thế nguy hiểm trong bảy bộ phim của Tarantino; Michael Madsen, James Parks và Tim Roth, những người lần lượt xuất hiện trong năm, bốn và ba bộ phim. Ngoài ra, Roth cũng xuất hiện trong Four Rooms, một bộ phim tuyển tập có sự chỉ đaọ của Tarantino, và cũng xuất hiện trong một cảnh bị cắt của Once Upon a Time in Hollywood. Các diễn viên khác cũng từng xuất hiện trong một số bộ phim của Tarantino bao gồm Michael Bacall, Michael Bowen, Bruce Dern, Harvey Keitel, Michael Parks, Kurt Russell, và Craig Stark. Leonardo DiCaprio và Brad Pitt cũng xuất hiện trong hai bộ phim của Tarantino, mà bộ phim thứ hai có sự góp mặt của cả hai chính là Once Upon a Time in Hollywood. Giống như Jackson, Pitt cũng xuất hiện trong tác phẩm True Romance do Tarantino chắp bút.
Nam diễn viên Christoph Waltz góp mặt trong hai bộ phim, Inglourious Basterds và Django Unchained, và đều nhận về giải Oscar cho danh hiệu Diễn viên phụ xuất sắc nhất (cho cả 2 bộ phim). Waltz từng là một diễn viên vô danh tại Mỹ khi chỉ góp mặt trong một số bộ phim và chương trình truyền hình tại Đức, trước khi lần đầu hợp tác với Tarantino cho vai diễn Hans Landa trong Inglourious Basterds.
Sally Menke, biên tập viên đã làm việc với Tarantino cho đến thời điểm bà qua đời vào năm 2010, được chính Tarantino mô tả trong một cuộc phỏng vấn vào năm 2007 là "cộng tác viên số một" của ông.
| Tác phẩmDiễn viên | 1992             | 1994         | 1997         | 2003                | 2004                | 2007        | 2009                 | 2012             | 2015              | 2019                          |
| Tác phẩmDiễn viên | 'Reservoir Dogs' | Pulp Fiction | Jackie Brown | Kill Bill: Volume 1 | Kill Bill: Volume 2 | Death Proof | Inglourious Basterds | Django Unchained | The Hateful Eight | Once Upon a Time in Hollywood |
| ----------------- | ---------------- | ------------ | ------------ | ------------------- | ------------------- | ----------- | -------------------- | ---------------- | ----------------- | ----------------------------- |
| Michael Bacall    |                  |              |              |                     |                     | ☑           | ☑                    | ☑                |                   |                               |
| Zoë Bell          |                  |              |              | ☑                   | ☑                   | ☑           | ☑                    | ☑                | ☑                 | ☑                             |
| Michael Bowen     |                  |              | ☑            | ☑                   | ☑                   |             |                      | ☑                |                   |                               |
| Bruce Dern        |                  |              |              |                     |                     |             |                      | ☑                | ☑                 | ☑                             |
| Leonardo DiCaprio |                  |              |              |                     |                     |             |                      | ☑                |                   | ☑                             |
| Omar Doom         |                  |              |              |                     |                     | ☑           | ☑                    |                  |                   | ☑                             |
| Walton Goggins    |                  |              |              |                     |                     |             |                      | ☑                | ☑                 | ☑                             |
| Samuel L. Jackson |                  | ☑            | ☑            |                     | ☑                   |             | ☑                    | ☑                | ☑                 |                               |
| Harvey Keitel     | ☑                | ☑            |              |                     |                     |             | ☑                    |                  |                   |                               |
| Michael Madsen    | ☑                |              |              | ☑                   | ☑                   |             |                      |                  | ☑                 | ☑                             |
| James Parks       |                  |              |              | ☑                   | ☑                   | ☑           |                      | ☑                | ☑                 |                               |
| Michael Parks     |                  |              |              | ☑                   | ☑                   | ☑           |                      | ☑                |                   |                               |
| Brad Pitt         |                  |              |              |                     |                     |             | ☑                    |                  |                   | ☑                             |
| Tim Roth          | ☑                | ☑            |              |                     |                     |             |                      |                  | ☑                 | ☑                             |
| Kurt Russell      |                  |              |              |                     |                     | ☑           |                      |                  | ☑                 | ☑                             |
| Uma Thurman       |                  | ☑            |              | ☑                   | ☑                   |             |                      |                  |                   |                               |
| Christoph Waltz   |                  |              |              |                     |                     |             | ☑                    | ☑                |                   |                               |

## Giải thưởng
Trong suốt sự nghiệp của mình, Tarantino và các bộ phim của ông thường xuyên nhận được đề cử cho các giải thưởng lớn, bao gồm cả giải Oscar, BAFTA, Quả Cầu Vàng, Directors Guild of America, và Giải Sao Thổ (Saturn Awards). Ông đã hai lần đoạt giải Oscar cho Kịch bản gốc xuất sắc nhất cho hai bộ phim Pulp Fiction và Django Unchained. Tarantino cũng đã bốn lần được đề cử cho giải Cành cọ Vàng (Palme d'Or) tại Liên hoan Phim Cannes, và giành một chiến thắng cho Pulp Fiction vào năm 1994. Ngoài sự công nhận về biên kịch và đạo diễn phim, Tarantino đã nhận được năm đề cử cho giải Grammy và một đề cử cho giải Primetime Emmy.
Với bộ phim Pulp Fiction, Tarantino trở thành đạo diễn đầu tiên nhận về giải "The Big Four" được công nhận bởi các nhà phê bình (bao gồm LA, NBR, NY, NSFC) và cũng là đạo diễn đầu tiên trong năm vị đạo diễn (cùng với Curtis Hanson, Steven Soderbergh, David Fincher, and Barry Jenkins) làm được điều này.
| Năm       | Phim                          | Oscars | Oscars | Palme d'Or | Palme d'Or | BAFTA | BAFTA | Quả cầu vàng | Quả cầu vàng | Sao thổ (Saturn) | Sao thổ (Saturn) |
| Năm       | Phim                          | Nom.   | Wins   | Nom.       | Wins       | Nom.  | Wins  | Nom.         | Wins         | Nom.             | Wins             |
| --------- | ----------------------------- | ------ | ------ | ---------- | ---------- | ----- | ----- | ------------ | ------------ | ---------------- | ---------------- |
| 1994      | Pulp Fiction                  | 7      | 1      | 1          | 1          | 9     | 2     | 6            | 1            | 1                | 1                |
| 1997      | Jackie Brown                  | 1      |        |            |            | 2     |       | 2            |              |                  |                  |
| 2003      | Kill Bill: Volume 1           |        |        |            |            | 5     |       | 1            |              | 7                | 2                |
| 2004      | Kill Bill: Volume 2           |        |        |            |            |       |       | 2            |              | 7                | 3                |
| 2007      | Death Proof                   |        |        | 1          |            |       |       |              |              | 1                |                  |
| 2009      | Inglourious Basterds          | 8      | 1      | 1          |            | 6     | 1     | 4            | 1            | 7                | 1                |
| 2012      | Django Unchained              | 5      | 2      |            |            | 5     | 2     | 5            | 2            | 4                | 1                |
| 2015      | The Hateful Eight             | 3      | 1      |            |            | 3     | 1     | 3            | 1            | 5                |                  |
| 2019      | Once Upon a Time in Hollywood | 10     | 2      | 1          |            | 10    | 1     | 5            | 3            | 7                | 3                |
| Tổng cộng | Tổng cộng                     | 34     | 7      | 4          | 1          | 40    | 7     | 28           | 8            | 42               | 11               |

### Trang chính
- Quentin Tarantino trên IMDb
- Quentin Tarantino at Rotton Tomatoes
- Quentin Tarantino discography at Discogs
- Quentin Tarantino at Last.fm
- Quentin Tarantino Lưu trữ ngày 30 tháng 6 năm 2011 tại Wayback Machine on AnyClip

### Phỏng vấn và bài viết
- Anatomy of a Tarantino Film Lưu trữ ngày 11 tháng 5 năm 2010 tại Wayback Machine at BrokenProjector
- FilmFocus Interview Lưu trữ ngày 3 tháng 4 năm 2007 tại Wayback Machine
- "I call the shots here" by Quentin Tarantino Lưu trữ ngày 9 tháng 5 năm 2008 tại Wayback Machine, ngày 4 tháng 3 năm 2007
- Remaking History: An Interview with Quentin Tarantino by Rene Rodriguez, ngày 18 tháng 8 năm 2009
- Quentin Tarantino: A Life in Pictures, filmed career retrospective Lưu trữ ngày 23 tháng 2 năm 2010 tại Wayback Machine by BAFTA, ngày 11 tháng 1 năm 2010
- Quentin Tarantino and Robert Rodriguez discuss their double feature, "Grindhouse", on Charlie Rose Lưu trữ ngày 14 tháng 11 năm 2007 tại Wayback Machine ngày 5 tháng 4 năm 2007
- The Unbearable Lightness of Being Cool: Appropriation and Prospects of Subversion in the Works of Quentin Tarantino[liên kết hỏng]